# Санту-Инасиу (Парана)
Санту-Инасиу (порт. Santo Inácio) — муниципалитет в Бразилии, входит в штат Парана. Составная часть мезорегиона Северо-центральная часть штата Парана. Находится в составе крупной городской агломерации. Входит в экономико-статистический микрорегион Асторга. Население составляет 4947 человек на 2006 год. Занимает площадь 306,871 км². Плотность населения — 16,1 чел./км².
Праздник города — 14 декабря.

## Статистика
- Валовой внутренний продукт на 2003 год составляет 57 792 373,00 реалов (данные: Бразильский институт географии и статистики).
- Валовой внутренний продукт на душу населения на 2003 год составляет 11 425,93 реалов (данные: Бразильский институт географии и статистики).
- Индекс развития человеческого потенциала на 2000 год составляет 0,738 (данные: Программа развития ООН).

## География
Климат местности: субтропический.